# Герб комуни Калікс
Герб комуни Калікс (швед. Kalix kommunvapen) — символ шведської адміністративно-територіальної одиниці місцевого самоврядування комуни Калікс.

## Історія
Келих був зображеним на місцевій парафіяльній печатці XIX століття. Герб затверджено 28 травня 1937 року для ландскомуни (волості) Недеркалікс. Після адміністративної реформи з 1 січня 1967 року цей герб використовувала новоутворена комуна Калікс. Перереєстрований за нею 1989 року.

## Опис (блазон)
У червоному полі золотий келих.

## Зміст
Келих є номінальним символом, оскільки назва комуни Калікс у перекладі з латини означає «келих».